# کمبود موالونات کیناز
کمبود مِـوالونات کیناز (انگلیسی: Mevalonate kinase deficiency) که با عناوینی همچون «اسیدوری موالونیک» و «سندرم هایپر ایمونوگلوبین D» هم شناخته می‌شود، یک اختلال متابولیک ژنتیکی با توارث اتوزومال مغلوب است که در آن، ازهم‌گسیختگی بیوسنتز کلسترول و ترپنوئید دیده می‌شود.
مشخصهٔ آزمایشگاهی این بیماری، تجمع موالونات در ادرار (در اثر کمبود کمبود آنزیم موالونات کیناز) و بالا رفتن سطح ایمونوگلوبین D در خون است.
این بیماری، نخستین بار در سال ۱۹۸۴ میلادی توصیف شد و درمان قطعی ندارد. ۲۰۰ نفر در سرتاسر جهان از این بیماری نادر رنج می‌برند.